# Snow Cake
Snow Cake (Um Certo Olhar)  é um filme canadense de 2006, do gênero Drama, dirigido por Marc Evans, com roteiro de Angela Pell.
Filmado em Wawa, Ontario, "Snow Cake" é um drama sobre a relação entre a autista Linda Vivienne (Weaver) e o turista britânico Alex (Rickman) que tem uma mudança de coração após um acidente de carro fatal envolvendo a si mesmo e a filha de Linda (Hampshire).
O filme foi exibido e discutido na conferência internacional Autism Cymru, em maio de 2006, bem como o [[Edinburgh Festival de Cinema de Edimburgo], Tribeca Film Festival, Festival Internacional de Cinema de Toronto, Seattle International Film Festival, entre outros. Foi também a triagem da noite de abertura para o Festival de Cinema de Berlim.

## Sinopse
Alex é um inglês que está no Canadá para se encontrar com a mãe de seu falecido filho. No caminho ele dá carona para Vivienne, jovem que vai visitar a mãe.  Na viagem um caminhão atinge o carro, matando Vivienne. Alex sai então à procura da mãe da jovem. Ao encontrá-la, descobre que ela é autista. 

## Elenco principal
- Alan Rickman (Alex Hughes)
- Sigourney Weaver (Linda Freeman)
- Carrie-Anne Moss (Maggie)
- David Fox (Dirk Freeman)
- Jayne Eastwood (Ellen Freeman)
- Emily Hampshire (Vivienne Freeman)
- James Allodi (Clyde)
- Callum Keith Rennie (John Neil)

## Curiosidades
- O personagem Alex Hughes foi escrito tendo o ator Alan Rickman em mente para interpretá-lo.
- Foi Alan Rickman quem indicou Um Certo Olhar a Sigourney Weaver. Após ler o roteiro Rickman ligou para a atriz e lhe disse que o papel seria perfeito para ela.
- Este é o 2º filme em que Alan Rickman e Sigourney Weaver atuam juntos. O anterior foi Heróis Fora de Órbita (1999).